# 安娜·叶利扎罗娃-乌里扬诺娃

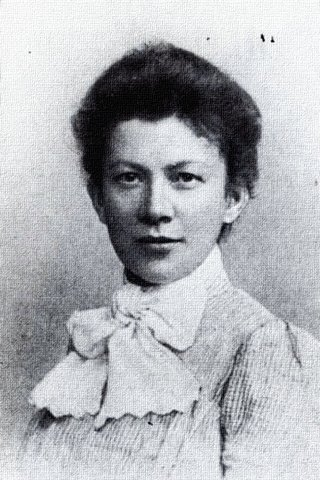
安娜·叶利扎罗娃-乌里扬诺娃，摄于1895年左右

安娜·伊里尼奇娜·叶利扎罗娃-乌里扬诺娃（1864年8月26日—1935年10月19日）是一位俄罗斯革命家和苏联政治家。她是弗拉基米尔·列宁和玛丽亚·伊里尼奇娜·乌里扬诺娃的姐姐。1889年7月，她嫁给马克·叶利扎罗夫，后者曾任苏维埃俄国的首任铁道人民委员（1917年—1918年）；夫妇俩有一个养子：格奥尔基·洛兹加乔夫。1894年，她开始参加革命活动。1917年二月革命后，任俄国社会民主工党 (布尔什维克)中央委员会委员、《真理报》秘书、《织工》杂志编辑等职。1918年—1921年，任社会保障人民委员部下属的儿童保护部门负责人，后来在教育人民委员会工作。她是十月革命和俄国共产党 (布尔什维克)历史委员会和列宁研究院的组织者之一。她任马克思—恩格斯—列宁研究院研究员和《无产阶级革命》杂志秘书、编辑委员会委员，直到1932年底。
2011年，位于莫斯科的国家历史博物馆展出安娜·叶利扎罗娃-乌里扬诺娃在1932年写给约瑟夫·斯大林的一封信，信中她透露列宁的外祖父是犹太人，出生于日托米尔，为迁出栅栏区而改宗。她请求斯大林公开这一事实，以应对当时苏联日益加剧的反犹太主义，但被斯大林拒绝，并告诉她要对此事保密。